# 다이쇼 3미인
다이쇼 3미인(大正三美人)은 다이쇼 시대에 미인이라고 칭송받았던 3명을 말한다.

## 3미인
쿠죠 타케코, 야나기와라 뱌쿠렌, 에기 킨킨의 3명을 의미함. 또한, 쿠죠 타케코, 야나기와라 뱌쿠렌, 하야시 키무코의 3명이라고 말하는 경우도 있다.

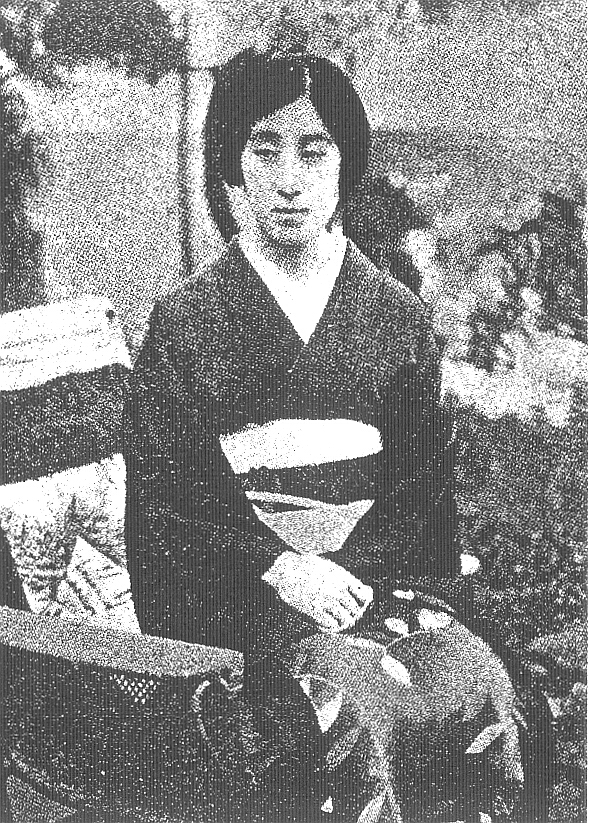
쿠죠 타케코 : 1887년 (메이지 20년) - 1928년 (쇼와 3년)
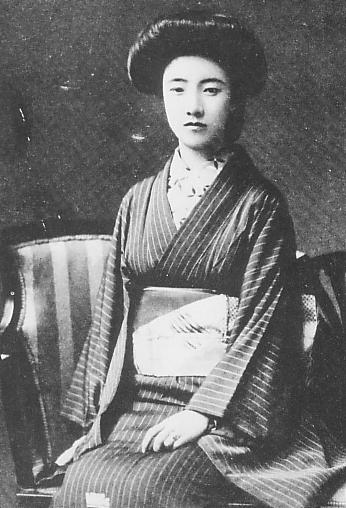
야나기와라 뱌쿠렌
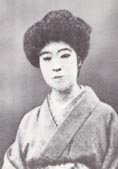
에기 킨킨
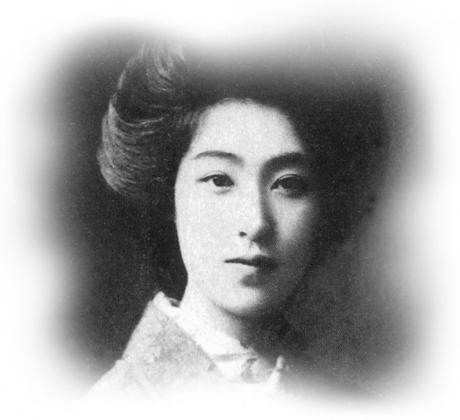
하야시 키무코
결혼 전 성・오오타니 타케코(大谷武子). 1887년, 교토 니시혼간지・오오타니 코손의 둘째 딸로 태어남. 1909년, 남작・쿠죠 료치(九条良致)와 결혼. 재색을 겸비한 가인(歌人)으로 알려졌다.

- 야나기와라 뱌쿠렌 : 1885년 (메이지 18년) - 1967년 (쇼와 42년)
키타코지 스케타케와 결혼했으나 얼마 안가서 이혼. 큐슈의 탄광왕 이토 덴에몬과 재혼했지만, 미야자키 류스케와 함께 도망간 뱌쿠렌 사건으로 화제가 됨. 1923년, 미야자키 류스케와 결혼, 정열적인 가인(歌人)으로 알려졌다. 키쿠치 칸의 소설 『진주부인(真珠夫人)』과 영화『레이진(麗人)』의 모델이 되고, 2014년 NHK 연속TV소설 「하나코와 앤」에서 하야마 렌코의 모델이 됨.

- 에기 킨킨 : 1877년 (메이지 10년) - 1930년 (쇼와 5년)
신바시의 게이샤로, 법률학자・에기 마코토(또는 츄)와 결혼. 사교계에서 이름을 날림. 에기와 사별한 후, 1930 , 이부형제・하야카와 토쿠지(早川徳次)의 집에서 목을 매어서 자살

- 하야시 키무코 : 1884년 (메이지 17년) - 1967년 (쇼와 42년)
예능 집안에서 태어나, 온갖 예능을 배웠다. 1904년에 국회의원 휴가 테루타케(日向輝武)와 결혼해서 사교계의 꽃이 되지만, 남편 사망 후, 시인 하야시 류우하(林柳波)와 결혼, 스캔들이 퍼진다. 무용가로써 하야시류를 창시함. 일본무용협회 감사. 「미안수(美顔水)」의 고안자이기도 하다.

- 쿠죠 타케코
- 야나기와라 뱌쿠렌
- 에기 킨킨
- 하야시 키무코